# Helvetios

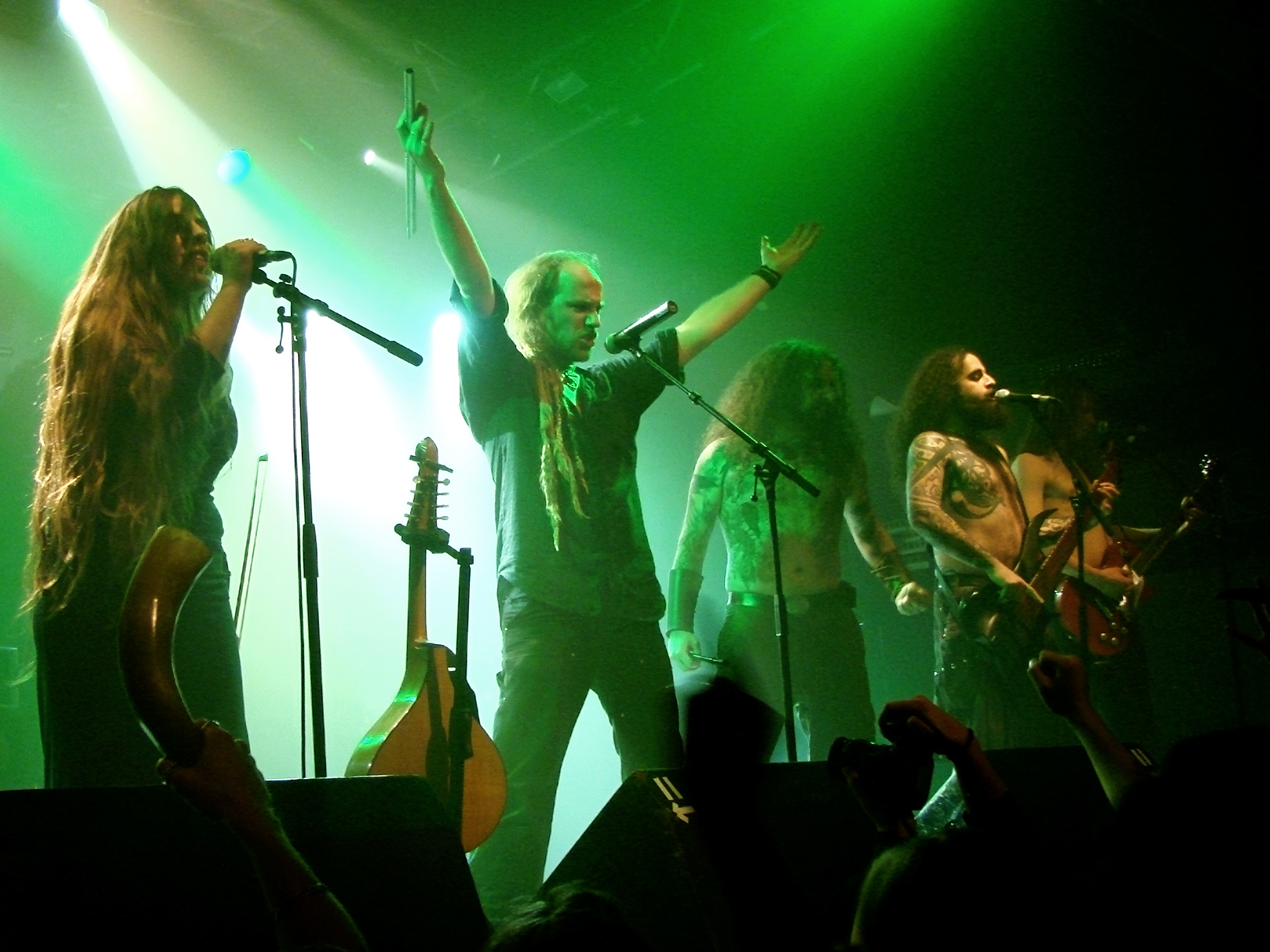
Kapela Eluveitie

Helvetios je páté album švýcarské folkmetalové kapely Eluveitie. Vyšlo 10. února 2012 prostřednictvím hudebního nakladatelství Nuclear Blast Records. CD bylo nahráno v New Sound Studio v Pfäffikonu, obcí v kantonu Curych ve Švýcarsku, s producentem Tommy Vetterlim.

## Styl
Styl alba představuje melodický death metal s kombinací keltských lidových hudebních nástrojů, jako jsou housle, niněra, flétny, píšťaly, dudy, mandola, Bodhran a kovaný cimbál. Také byla členka kapely Anna Murphy zapojena více do psaní textů a jejich zpěvu na rozdíl od předchozích alb.

## Tracklist
| Pořadí         | Název                                     | Hudba                           | Text              | Délka |
| -------------- | ----------------------------------------- | ------------------------------- | ----------------- | ----- |
| 1.             | Prologue                                  | Glanzmann                       | Glanzmann         | 1:24  |
| 2.             | Helvetios                                 | Glanzmann, Henzi, Murphy        | Glanzmann         | 4:00  |
| 3.             | Luxtos                                    | Glanzmann, Henzi, Tadić         | Glanzmann         | 3:55  |
| 4.             | Home                                      | Glanzmann                       | Glanzmann, Murphy | 5:16  |
| 5.             | Santonian Shores                          | Glanzmann, Henzi, Murphy        | Glanzmann         | 3:58  |
| 6.             | Schorched Earth                           | Glanzmann                       | Glanzmann         | 4:18  |
| 7.             | Meet the Enemy                            | Glanzmann, Henzi                | Glanzmann         | 3:46  |
| 8.             | Neverland                                 | Glanzmann, Henzi, Murphy, Tadić | Glanzmann         | 3:42  |
| 9.             | A Rose for Epona                          | Glanzmann, Henzi, Murphy        | Glanzmann         | 4:26  |
| 10.            | Havoc                                     | Glanzmann, Henzi, Murphy        | Glanzmann         | 4:04  |
| 11.            | The Uprising                              | Glanzmann, Henzi                | Glanzmann         | 3:41  |
| 12.            | Hope                                      | Glanzmann                       | Glanzmann         | 2:27  |
| 13.            | The Siege                                 | Glanzmann, Henzi, Murphy        | Glanzmann         | 2:44  |
| 14.            | Alesia                                    | Glanzmann, Henzi, Murphy        | Glanzmann         | 3:58  |
| 15.            | Tullianum                                 | Glanzmann                       | Glanzmann         | 0:24  |
| 16.            | Uxellodunon                               | Henzi, Murphy, Tadić            | Glanzmann         | 3:52  |
| 17.            | Epilogue                                  | Glanzmann                       | Glanzmann         | 3:14  |
| 18.            | Rose for Epona (acoustic version) (bonus) |                                 |                   | 5:38  |
| Celková délka: | Celková délka:                            | Celková délka:                  | Celková délka:    | 59:16 |